# بحيرة كهر
بحيرة كهر هي إحدى أهم البحيرات الجبلية في إيران، والواقعة بين سلسلة جبال اشترانكوه بمدينة لرستان. كما وتُعَد أكثر بحيرات إيران ارتفاعاً عن سطح البحر حيث يبلغ ارتفاعها 2350 متراً عن سطح البحر، كما وتبلغ مساحتها 100 هكتار.

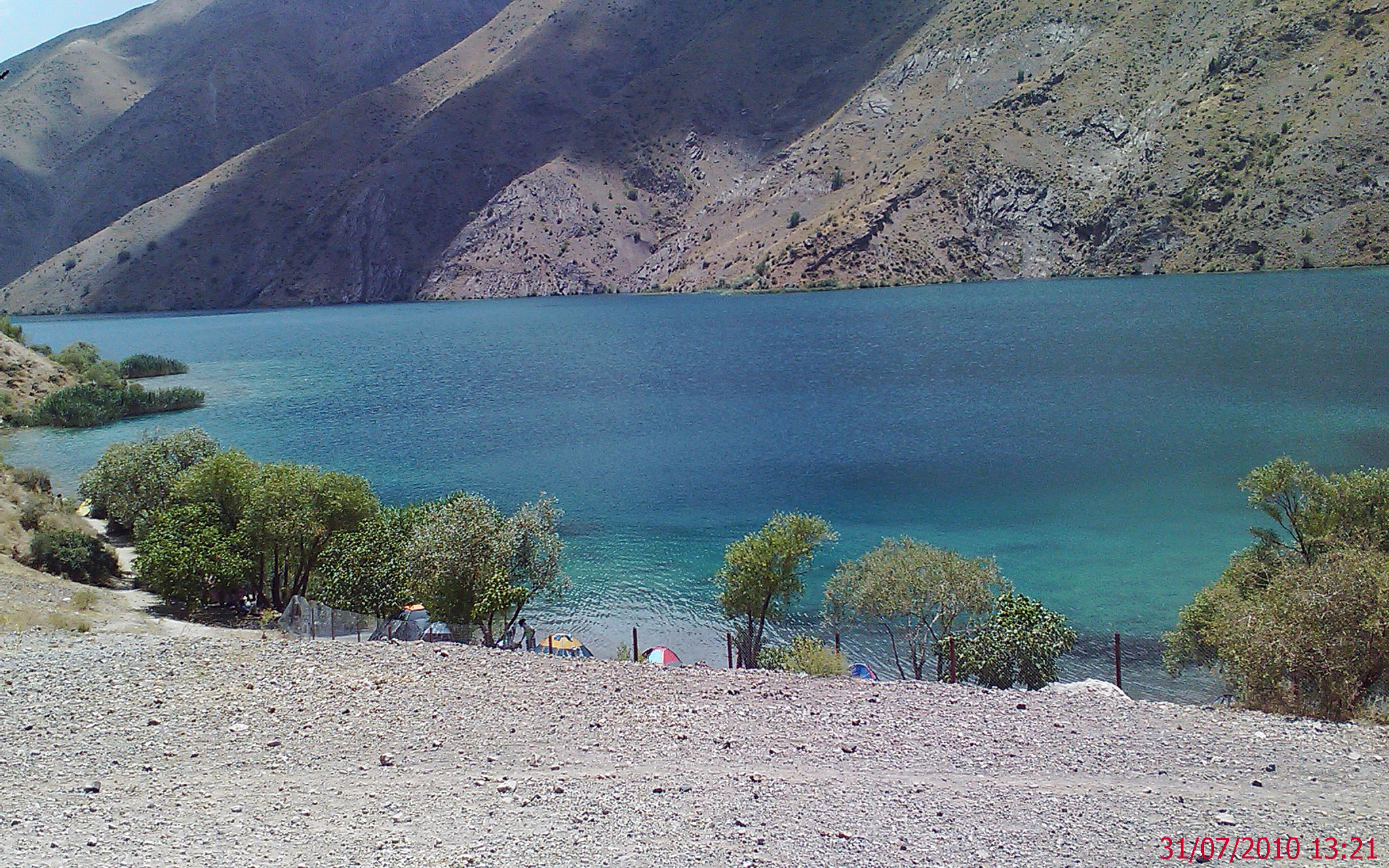
بحيرة كهر الجبلية ذات المياه العذبة

## النشأة
يقول الخبراء إن هذه البحيرة نشأت إثر هزة أرضية عنيفة ضربت هذه المنطقة في العهود السالفة فهي على شكل هوة كبيرة تجتمع فيها مياه الأمطار ومياه الثلوج التي تذوب في فصل الصيف، وإضافةً إلى مياهها العذبة فهي محاطة بالأشجار الشاهقة والمراتع الخضراء وحولها العديد من الأنهار الجارية والغابات.

## الموقع
تقع بحيرة كهر بين سلسلة جبال اشترانكوه في محافظة لرستان غربي إيران. وعلى بعد 35 كيلومتر من مدينة درود.
▪ إن مدينة خرم آباد هي مركز محافظة لرستان، وتُعَد بروجرد من أكبر مدن لرستان التي تقع في قلب الجبال إذ تحيط بها سلسلة جبال زاكروس سوى بعض السهول الرسوبية من بعض جهاتها. وتُعَد هذه المنطقة واحدة من أقدم المناطق التي سكنها الإنسان منذ أقدم العصور، وهي من أشهر مناطق العالم في وجود قطع البرونز الخليط من مادة القصدير والنحاس.

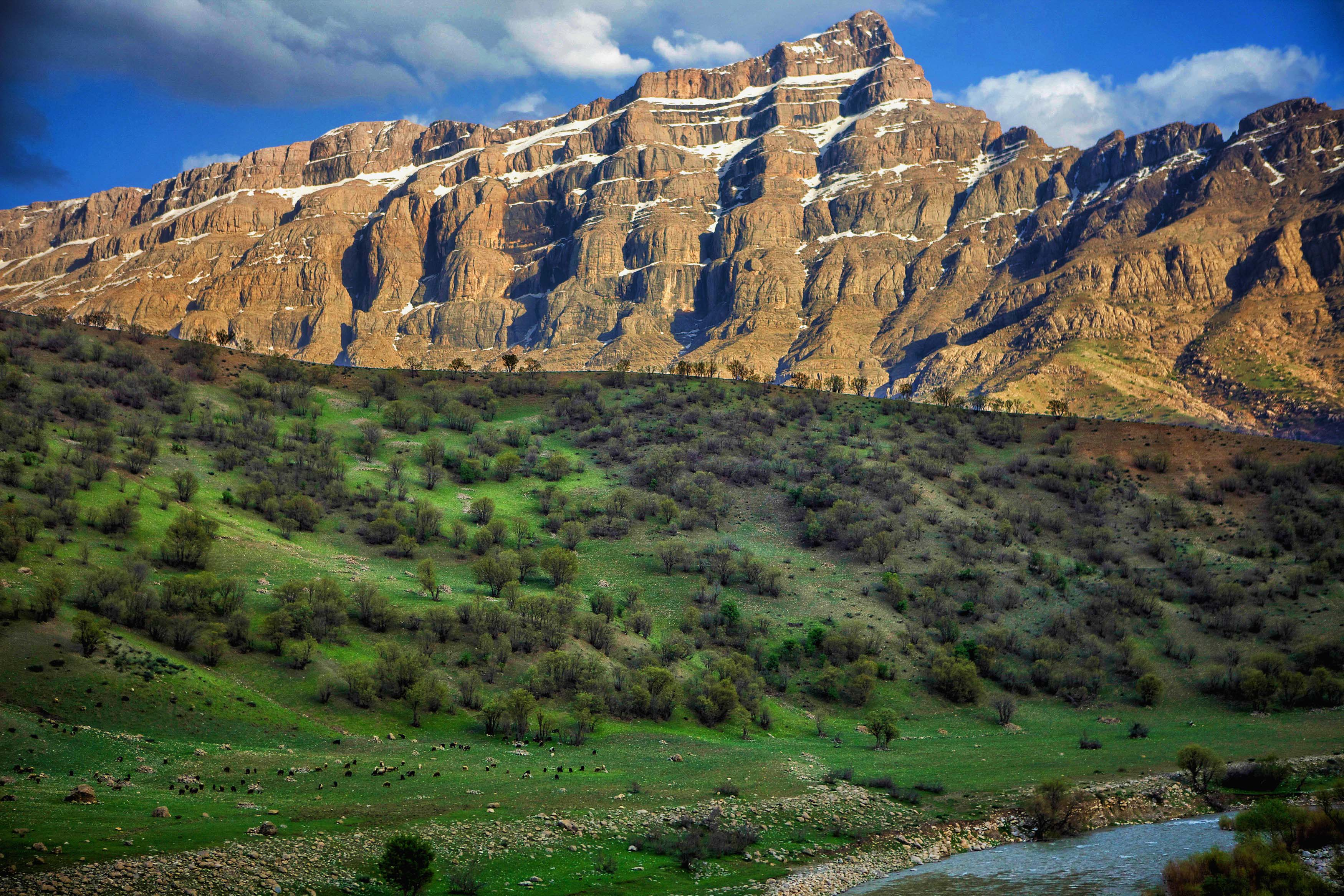
سلسلة جبال اشترانكوه

## أقسام البحيرة
لهذه البحيرة قسمان رئيسيان هما كهر الكبيرة  وكهر الصغيرة، وكهر الكبيرة تتسع إلى 100 هكتار تقريباً، وعمق البحيرة في القسم الأول بين 4 إلى 28 متراً وعرضها بين 400 إلى 800 متر وطولها 1500 متر، وهذه البحيرة يغطيها الثلج إذ تتجمد في مواسم البرد فتكتسي حلّة جميلة تضاف إلى جمال الطبيعة الخلابة في المنطقة عامة.

## الحياة البرية
▪ الحيوانات البرية :
ففيها الغزلان وفيها المواشي وفيها الماعز فضلاً عن النمور والدببة البنية والثعالب والذئاب والأرانب والضباع الصغار، وكذلك توجد أنواع من الطيور البرية والمائية حتى النسور والصقور والباز.
▪ الأحياء المائية :

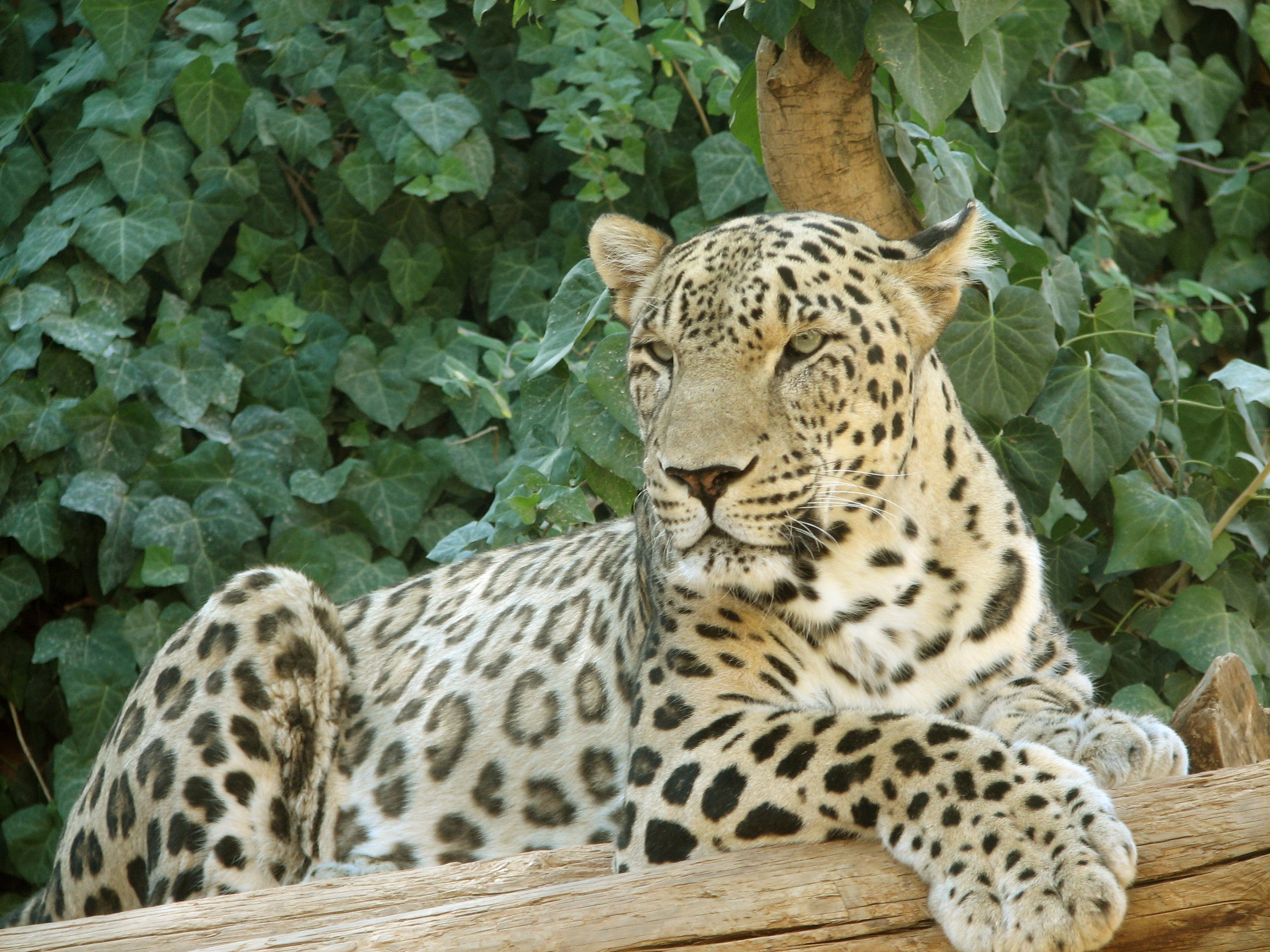
النمر الفارسي أحد أهم الحيوانات البرية في إيران

توجد وتنتشر في البحيرة السلاحف والحيتان والضفادع والأسماك فمياهها العذبة تجمع أنواع الأسماك حتى ذات الألوان الجميلة والمتنوّعة المرقطة وغيرها، فهذه المنطقة وهذه البحيرة مرتع لمثل هذه الحيوانات.
▪ النباتات :
إن الأشجار والغابات الخضراء تحيط بهذه البحيرة ومنها أشجار البلوط، واللوز، والفستق، كل هذا يجعل من هذه البحيرة متنزّهاً طبيعياً يسحر الناظر، وكذلك تنتشر أشجار الكرز أيضاً بتنوعه الخاص لتلك المناطق كالكرز، والسمسم، حتى التين والتفاح وأنواع أخرى عديدة.

## مكانتها السياحية
تجتذب هذه البحيرة العديد من السياح على مدى فصول السنة وفي الصيف على وجه الخصوص لقضاء قسط من الوقت في الراحة والإستجمام، حيث تُعَد بحيرة كهر إحدى أهم المعالم الطبيعية الجاذبة للسياح في مدينة لرستان.

## طالع ايضاً
- بحر قزوين
- ينبوع بلقيس
- الحديقة الوطنية للنباتات في ايران
- حديقة الماء والنار
- ديزين
- منتجع توجال
- قائمة أنهار إيران
- منتجع الوارس الدولي
- منتجع شمشك الدولي